# Стоянув (Нижньосілезьке воєводство)
Стоянув (пол. Stojanów) — село в Польщі, у гміні Пенськ Зґожелецького повіту Нижньосілезького воєводства.
Населення — 242 особи (2011).
У 1975-1998 роках село належало до Єленьоґурського воєводства.

## Демографія
Демографічна структура станом на 31 березня 2011 року:
|          | Загалом | Допрацездатний вік | Працездатний вік | Постпрацездатний вік |
| -------- | ------- | ------------------ | ---------------- | -------------------- |
| Чоловіки | 128     | 38                 | 84               | 6                    |
| Жінки    | 114     | 30                 | 67               | 17                   |
| Разом    | 242     | 68                 | 151              | 23                   |